# Джордж Бойд
Джордж Іан Бойд (англ. George Jan Boyd; нар. 2 жовтня 1985, Чатем, Англія) — англійський футболіст, вінгер англійського клубу «Бернлі» і національної збірної Шотландії.
Гравець почав свою кар'єру в академії «Чарльтон Атлетик», але вже наступного року почав грати за «Стівенідж Боро», який виступав у Національній Конференції. За чотири з половиною роки він зіграв за клуб у всіх турнірах 123 матчі і забив 31 гол, а на початку 2006 року за рекордну для Конференції суму трансферу перейшов у клуб Ліги 2 «Пітерборо Юнайтед». 2009 року Бойд побував у короткостроковій оренді в «Ноттінгем Форест». За клуб з Гартфордшира вінгер зіграв 296 ігор і забив 75 голів, у сезонах 2007—2008 і 2008—2009 посів разом з командою друге місце в розіграшах чемпіонатів, коли команда піднялась у вищий дивізіон напряму, а в сезоні 2010—2011 допоміг «Пітерборо» перейти у вищий дивізіон через розіграш плей-оф. 2013 року британець перейшов в оренду в «Галл Сіті», з яким посів друге місце в чемпіонаті і завоював путівку в Прем'єр-лігу, а перед початком сезону 2013—2014 підписав з «тиграми» повноцінний контракт. 17 травня 2014 року Бойд зіграв у фіналі Кубка Англії, де «Галл» поступився «Арсеналу» в екстра-таймі. В останній день літнього трансферного вікна 2014 року вінгер перейшов у клуб «Бернлі».
У 2005 і 2006 роках Бойд зіграв шість матчів і забив один м'яч за третю національну збірну Англії, у яку запрошують гравців з напівпрофесійних клубів. Попри те, що Бойд народився в Англії, його дідусь по материнській лінії був шотландцем, і гравець у 2009 році зіграв один матч за другу збірну Шотландії, в якому відзначився голом. Від 2013 року вінгера викликають у національну збірну Шотландії, за яку він вже зіграв два матчі.

## Життєпис

### Ранні роки
Бойд народився і виріс у місті Чатем, графство Кент. Вперше захотів стати футболістом, коли грав зі своїм батьком у місцевому парку. Вибір позиції обумовлений тим, що Бойд грав в атаці у юному віці, і йому подобалося грати з м'ячем.
Бойда вперше помітили скаути «Чарльтон Атлетик» у дев'ять років, коли він грав на місцевому рівні, а в академію гравець прийшов 2000 року. У шістнадцять років Джордж полишив академію і перебрався в «Стівенідж Боро», поєднуючи навчання в Північному Гартфордширдському Коледжі з грою в клубі. Тоді гравцеві доводилося працювати в кондитерському магазині на залізничному вокзалі Гітчіна для того, щоб оплатити поїздки на тренування.

### Клубна кар'єра

#### «Стівенідж Боро»
2001 року, коли йому було 15, Бойд став гравцем «Стівенідж Боро», який у той час виступав у Національній Конференції. Дебют за новий клуб відбувся в сімнадцять років. 14 грудня 2002 року гартфордширська команда на домашній арені «Бродголл Вей» поступилася «Мартгейту» з рахунком 1:3. Бойд відіграв перші 45 хвилин зустрічі. Попри постійну присутність в заявці на матчі, Бойд більше так і не з'являвся на полі в сезоні 2002—2003.
У наступному сезоні «Стівенідж» знову посів місце в середині таблиці, а Бойд зіграв 11 матчів (з них 7 разів виходив на заміну) у другій половині сезону під керівництвом нового головного тренера, Грема Вестлі, на якого справив враження своєю грою на молодіжному кубку Англії. У матчі проти «Тамуорта», 13 березня 2004 року, Бойд тричі асистував партнерам по команді, а його команда перемогла 3:1. Наступного місяця вінгер вперше в кар'єрі вразив ворота суперника: в матчі проти «Нортвіч Вікторія» він забив переможний гол, а гра закінчилася з рахунком 2:1.
Після успішно проведеної другої половини сезону 2003—2004, Бойд став основним гравцем «Стівеніджа» в наступному сезоні. Він провів 37 матчів і забив три м'ячі, а його клуб потрапив у зону плей-оф. Другий гол у кар'єрі і перший у сезоні Бойд забив 25 вересня 2004 року, знову у ворота «Нортвіч Вікторії», а «Стівенідж» переміг 4:1. Наступний гол був забитий через місяць у матчі кубка Англії, а суперник «Стівеніджа», «Гендон», був розгромлений з рахунком 5:0. У січні 2005 року арбітр вперше вилучив півзахисника з поля: це сталося в програному з рахунком 0:3 матчі проти «Канвей Айленд». 5 березня команда Бойда здобула вольову перемогу над клубом «Карлайл Юнайтед» з рахунком 2:1; вінгер забив перший з двох голів у матчі та свій третій гол у тому сезоні.
Сезон 2005—2006 Бойд почав з трьох результативних ударів у п'яти матчах: півзахисник двічі відзначився у програному з рахунком 2:3 матчі проти «Вокінга» і відзначився голом у ворота «Тамуорта». Також Бойд забив два м'ячі в матчах кубка Англії: у ворота «Кеттерінг Таун», де Пол Гаскойн дебютував на посаді головного тренера, і «Нортгемптон Таун». У листопаді 2005 року вінгер продовжив контракт зі «Стівеніджем» на три роки. Загалом у тому сезоні Джордж Бойд провів за клуб 47 матчів і забив 12 м'ячів.
У сезоні 2006—2007 під керівництвом нового тренера, Марка Стімсона, Бойд вперше був випробуваний на позиції нападника у матчі проти «Тамуорта». Гравець відзначився голом, але «Стівенідж» поступився 1:2. У наступній грі Джордж оформив свій перший хет-трик у кар'єрі в матчі проти «Стаффорд Рейнджерс», який завершився з рахунком 6:0. У цьому ж сезоні Бойд «покращив свій результат, забивши чотири м'ячі у грі на Трофей Футбольної асоціації проти «Мертір Тідвіл», яка завершилася з рахунком 7:0. Перерва між другим і четвертим м'ячами становила менш як п'ять хвилин. У середині грудня «Стівенідж» відхилив трансферну пропозицію щодо гравця від «Пітерборо Юнайтед», але через півмісяця, в останній день року, клуби все-таки домовилися про трансфер гравця, який відбувся 8 січня за рекордну для Національної Конференції суму 260 000 фунтів стерлінгів. 1 січня 2007 року Бойд провів свій останній матч за «Стівенідж». Гравець двічі вразив ворота суперника, клубу «Олдершот Таун», який у підсумку поступився 2:3. У першій половині сезону Бойд провів 27 матчів у всіх турнірах і забив 15 м'ячів. Під час свого перебування в клубі Бойд заробив прізвисько «Білий Пеле», яке згодом використовували фанати й ЗМІ.

#### «Пітерборо Юнайтед»

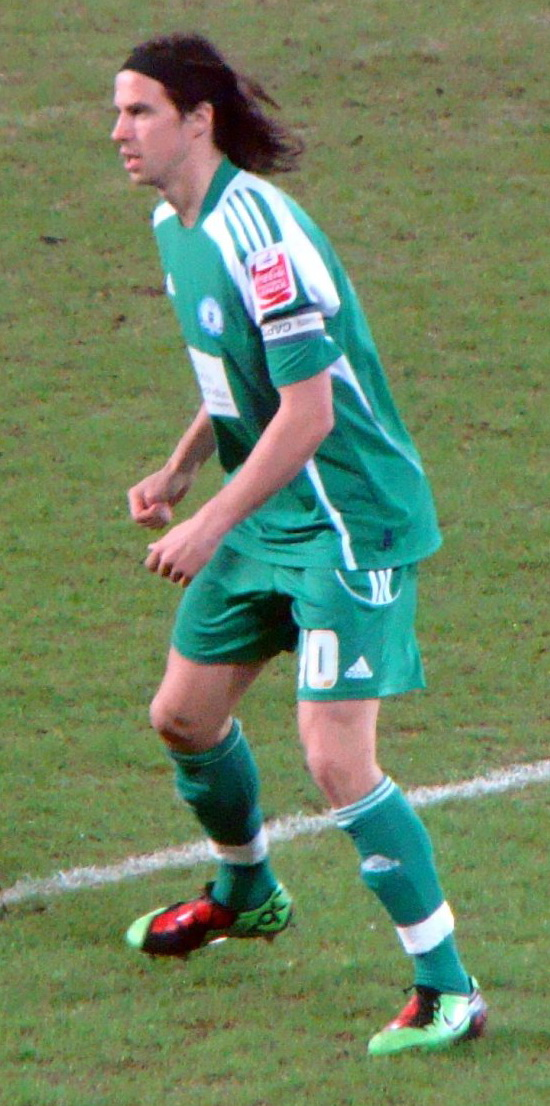
Бойд у матчі за Пітерборо у 2010 році

Бойд дебютував за новий клуб 13 січня 2007 року в програному з рахунком 1:3 матчі проти «Дарлінгтона», а перший гол за «Пітерборо» забив місяць по тому у ворота валлійського «Рексема». 20 лютого Бойд вийшов на заміну в домашньому матчі проти «Бостон Юнайтед» і «чудовим ударом з 32 метрів відправив м'яч у сітку воріт суперника. У матчі проти «Ноттс Каунті» британець забив свій третій гол за клуб і асистував партнеру по команді, а «Пітерборо» виграло 2:0. Того ж місяця, в грі проти «Грімсбі Таун», Бойд вразив ворота суперника на 46-й хвилині зустрічі. Загалом у другій половині сезону 2006—2007 півзахисник зіграв 20 зустрічей, у яких відзначився голами шість разів, включаючи два голи в останньому матчі сезону проти «Рочдейла».
У сезоні 2007—2008 Бойд був на провідних ролях у клубі, зігравши 53 гри у всіх турнірах і забивши 15 м'ячів. В одному з матчів півзахисник оформив другий хет-трик у кар'єрі, а його клуб переміг «Аккрінгтон Стенлі» з рахунком 8:2. «Пітерборо» посів друге місце в чемпіонаті і здобув автоматичне підвищення в Лігу 1. Також за підсумками сезону Бойд потрапив у команду року Ліги 2 за версією ПФА.
У наступному сезоні півзахисник продовжив відігравати одну з провідних ролей у команді, зігравши 53 гри і забивши 10 м'ячів у всіх турнірах, а його клуб другий рік поспіль посів друге місце у своєму дивізіоні і здобув путівку в дивізіон вище. Виступи Бойда дозволили йому другий рік поспіль потрапити в команду року за версією ПФА.
У першій же грі сезону 2009—2010 Бойд реалізував пенальті, але його команда поступилася клубові «Дербі Каунті» в гостьовому матчі на «Прайд Парк». Три дні по тому вінгер знову вразив ворота суперника, а «Пітерборо» виграло матч проти «Віком Вондерерс» в рамках кубка Футбольної ліги з рахунком 4:0. У жовтні 2009 року Бойд вийшов на поле за «Пітерборо» у 124-му матчі поспіль, повторивши клубний рекорд; цей матч проти «Брістоль Сіті» завершився внічию 1:1, а сам гравець «врятував команду від поразки голом на 90-й хвилині. Три дні по тому британець побив рекорд у матчі проти «Донкастер Роверз», зігравши 125-ту поспіль гру за клуб, а ще за чотири дні Бойд зробив дубль у грі проти «Сканторп Юнайтед». Бойда призначили капітаном клубу в січні 2010 року, а місяць по тому «Пітерборо» відхилив пропозицію клубу «Мідлсбро» щодо гравця через те, що клуби не домовилися про вартість трансферу. За минулу частину сезону гравець провів 37 матчів і забив 10 м'ячів.

#### Оренда в «Ноттінгем Форест»
У березні 2010 року Бойд був відданий в оренду в «Ноттінгем Форест» до кінця сезону 2009—2010, попри те, що сам гравець «був би щасливий залишитися в „Пітерборо“». Власник кембриджширської команди описав цей перехід як «один з найбільш жахливих моментів під час його керівництва клубом». Вінгер дебютував на «Сіті Граунд» 6 березня, зігравши повний матч проти «Свонсі Сіті». Бойд боровся за потрапляння в стартовий склад і хоча очікувалося, що він перейде до «лісників» наприкінці сезону на постійній основі, новий головний тренер «Пітерборо» заявив, що «є всі шанси, що Бойд повернеться в клуб». За час перебування в оренді британець зіграв шість матчів і забив один м'яч, не взявши участь у невдалому для «Ноттінгема» плей-оф за путівку в прем'єр-лігу.

#### Повернення в «Пітерборо»

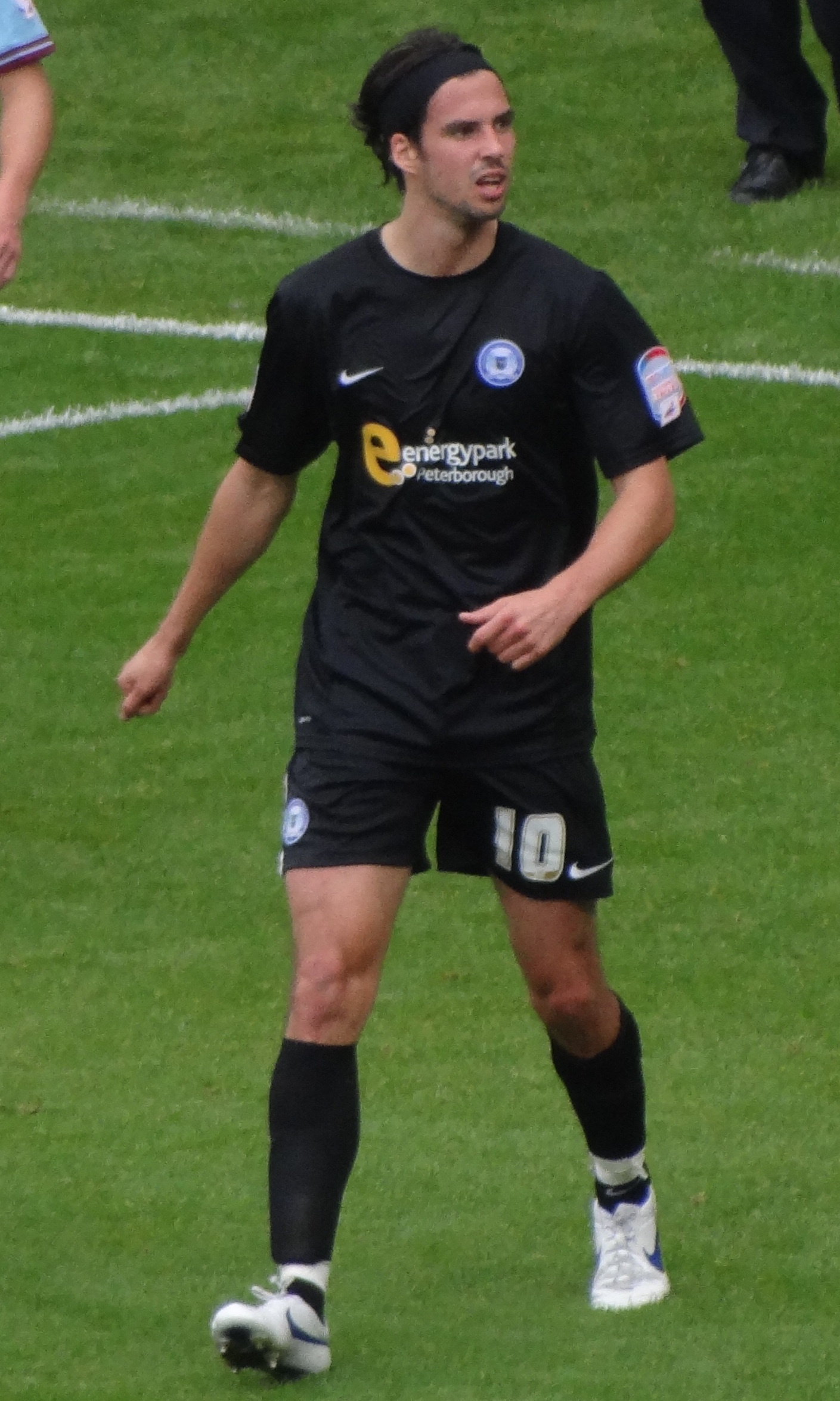
Бойд у матчі за «Пітерборо» 2011 року

Бойд повернувся в «Пітерборо Юнайтед» напередодні сезону-2010—2011, який клуб проводив у Лізі 1 через виліт клубу з Чемпіоншипа з 24-го місця в попередньому сезоні. У липні 2010 року вінгер підписав новий трирічний контракт з клубом і заявив, що він «твердо вірить, що „Пітерборо“ йде вірним курсом, і хоче бути частиною клубу». У першому ж матчі нового сезону Бойд забив гол і допоміг своєму клубові розгромити «Бристоль Сіті» 3:0. У наступному матчі півзахисник знову відзначився голом, а «Пітерборо» переграло «Ротерем Юнайтед» у матчі кубка ліги 4:1. Третій гол у чотирьох іграх відбувся під час матчу проти «Гаддерсфілд Таун», а клуб Бойда відігрався з 0:2 і переміг 4:2. Три дні по тому вінгер допоміг переграти валлійський «Кардіфф Сіті» в матчі кубка ліги 2:1, забивши гол і зробивши гольову передачу. 11 вересня гравець забив свій п'ятий м'яч у сезоні, вразивши ворота в матчі проти «Олдем Атлетік», а «Пітерборо» знову відігралось з рахунку 0:2, забивши п'ять м'ячів. У середині жовтня Бойд забив шостий гол у сезоні в матчі проти «Свіндон Таун», а два тижні по тому, вдруге в кар'єрі був вилучений з поля. Відбувши дискваліфікацію, британцеві знадобилося 4 місяці, щоб відзначитися знову: 1 лютого він зробив дубль у ворота «Шеффілд Юнайтед». За лютий і березень Бойд відправив у сітку воріт суперників ще вісім м'ячів, по разу відзначившись у нічийних матчах проти «Колчестер Юнайтед» і «Бристоль Роверс» і зробивши три поспіль дублі у ворота «Ексетер Сіті», «Карлайл Юнайтед» і «Шеффілд Венсдей». 7 травня вінгер довів кількість своїх голів у сезоні до сімнадцяти, вразивши ворота «Дагенем енд Редбрідж». Бойд зіграв обидва матчі в півфіналі плей-оф і разом з клубом повернувся в Чемпіоншип, розгромивши 29 травня на полі «Олд Траффорд» «Гаддерсфілд Таун» з рахунком 3:0. За сезон півзахисник зіграв 51 матч, забивши в них сімнадцять голів.
Перед початком сезону 2011—2012 клуб двічі відхилив трансферну пропозицію щодо гравця від «Бернлі». Перший гол Бойд записав на свій рахунок у другому матчі нового сезону за допомогою точного штрафного удару в екстра-таймі матчу кубка ліги проти свого колишнього клубу, «Стівеніджа». Він продовжив поповнювати свій гольовий рахунок, відзначившись у двох виїзних матчах проти «Блекпула» і «Бристоль Сіті». 18 жовтня Бойд забив рідкісним для себе способом, відправивши м'яч у ворота «Кардіфф Сіті» головою. 3 грудня півзахисник забив перший м'яч у матчі проти клубу «Барнслі», який до цього моменту вигравав 3:0; «Пітерборо» під час матчу зрівняв рахунок, але все ж поступився 3:4. У День подарунків гравець вразив ворота «Ноттінгема», в якому він провів половину минулого сезону на правах оренди. У новому році вінгер ще двічі відзначився голами, довівши їх загальну кількість до восьми в 48-ми матчах, і допоміг зберегти клубові місце в Чемпіоншипі.
У квітні 2012 року Бойд відхилив новий контракт, запропонований «Пітерборо», а за поточним у нього залишався лише рік у клубі. Головний тренер Даррен Фергюсон помістив гравця в трансферний лист, де той залишався до кінця свого перебування в клубі. Попри це, вінгер продовжував виходити на поле в новому сезоні і відзначився двічі в перших трьох іграх нового сезону. 23 жовтня 2012 року дубль британця приніс «Пітерборо» перемогу 3:1 в матчі проти «Гаддерсфілд Таун».
У січні 2013 року гартфордширський клуб відхилив трансферну пропозицію «Ноттінгема», яку власник клубу Даррах МакАнтоні назвав «смішною». Також під час зимового трансферного вікна запити щодо Бойда робили «Редінг», «Міллволл», «Крістал Пелес» та вісім інших клубів. 29 січня клуб пристав на пропозицію «Крістал Пелес», але наступного дня кілька клубів Чемпіоншипа збільшили свої пропозиції, включаючи «Ноттінгем Форест», який запропонував 500 000 фунтів стерлінгів . 31 січня Бойд пристав на пропозицію «лісників», але за дві години до закриття трансферного вікна було оголошено, що гравець не пройшов медичну перевірку. Футбольний директор «Пітерборо» розкритикував «Ноттінгем» за відмову від трансферу, а власник клубу МакАнтоні зробив таку заяву:

Я спустошений через ситуацію з Джорджем. Він дзвонив мені нещодавно... Він сказав, що пройшов медичну перевірку, а потім вони перевірили його зір. Він зіграв 300 ігор і забив з центру поля в минулому місяці, але «Форест» заявляє, що у нього [у Бойда] проблеми із зором. Це все розчаровує. Алекс Макліш хотів підписати його. Найсмішніше, що це все сталося зі мною. Він [Бойд] повернеться в «Пітерборо».
Оригінальний текст (англ.)
I'm devastated for George. I got a phone call off him in bits... He said that he passed the medical then they made him do an eye test. He's played 300 games and scored from the halfway line the other month, but Forest say he has an eyesight problem. The whole thing stinks. Alex McLeish wanted to sign him. It's the most ridiculous thing that's happened to me. He will be back at Peterborough.

Згодом клуб заявив, що оскільки контракт гравця закінчується влітку, то вони готові запропонувати новий чи відпустити Бойда в оренду, якщо хоча б один клуб зацікавиться ним. У першій половині сезону півзахисник зіграв 34 матчі і забив сім м'ячів.

#### «Галл Сіті»
21 лютого вінгер перейшов в оренду в клуб Чемпіоншипа, «Галл Сіті», до кінця сезону 2012—2013 з можливістю підписати повноцінний контракт з клубом. Через два дні після переходу, Бойд дебютував за новий клуб у програному з рахунком 1:4 матчі проти «Болтона», у другому таймі, замінивши Роберта Корена. Через тиждень британець вперше з'явився на полі стадіону «Кей Сі» у футболці «тигрів», двічі вразивши ворота «Бірмінгем Сіті». У середині березня Бойд забив єдиний м'яч своєї команди у програному матчі проти «Ноттінгем Форест», клубу, де він побував в оренді і куди не зміг перейти раніше в цьому сезоні. Четвертий м'яч за «Галл» британець забив 30 березня у ворота «Гаддерсфілда». В оренді Бойд провів 13 матчів, забив 4 м'ячі і допоміг клубові завоювати путівку в Прем'єр-лігу.
28 травня 2013 року гравець підписав повноцінний дворічний контракт з «тиграми». Бойд дебютував у Прем'єр-лізі, вийшовши на заміну 18 серпня в програному з рахунком 0:2 матчі проти «Челсі». Перший гол у сезоні забив 28 грудня у ворота «Фулгема», а матч завершився перемогою «тигрів» з розгромним рахунком 6:0. 15 березня в одному з епізодів матчу проти «Манчестер Сіті» Бойд впав в чужій штрафній і вимагав від арбітра призначення пенальті, а потім плюнув у голкіпера «містян» Джо Гарта. Однак, у результаті попередженням було покарано лише Гарта за удар лобом в обличчя Бойда. Після закінчення матчу тренер «Галла» Стів Брюс заявив, що британець «намагався поговорити і щось вилетіло [з його рота]». Футбольна асоціація, розглянувши епізод, дискваліфікувала на три матчі півзахисника. У першому матчі після відбуття дискваліфікації, 5 квітня, Бойд провів на полі всі 90 хвилин і забив єдиний м'яч у матчі проти валлійського «Свонсі Сіті». 17 травня 2014 року Бойд вийшов на заміну в овертаймі фіналу Кубка Англії, а «Галл» поступився «Арсеналу» 2:3. Загалом за сезон 2013—2014 вінгер зіграв 39 матчів у всіх турнірах, забивши два м'ячі.
У сезоні 2014—2015 Бойд встиг зіграти за «Галл» 1 матч у Прем'єр-лізі і один в Лізі Європи.

#### «Бернлі»
1 вересня 2014 року стало відомо про те, що Джордж Бойд підписав трирічний контракт з клубом «Бернлі». За новий клуб півзахисник дебютував 13 вересня проти «Крістал Пелес», отримавши в матчі жовту картку. Перший гол у сезоні Бойд забив через місяць у ворота «Вест Гем Юнайтед», але його команда вдома поступилася з рахунком 1:3.

### Кар'єра в збірній

#### Третя збірна Англії з футболу
Бойд був викликаний в збірну в жовтні 2005 року і зіграв в Європейському Челлендж Трофі, в якому беруть участь гравці напівпрофесійних клубів до 23-х років, у матчі проти збірної Бельгії. В цьому ж турнірі вінгер зіграв проти збірної Італії в лютому 2006 року і відзначився в матчі проти збірної Нідерландів у жовтні. Бойд зіграв ще три матчі наприкінці 2006 року, перш ніж перехід у професійний клуб «Пітерборо» позбавив його можливості подальших виступів за цю збірну.

#### Шотландія
У квітні 2009 року півзахисника викликали в другу збірну Шотландії після того, як він надав докази народження свого дідуся по материнській лінії в Глазго. Він зіграв єдиний матч за цю збірну 6 травня 2009 року проти другої збірної Північної Ірландії, забивши другий м'яч у зустрічі.
У березні 2013 року Бойда вперше викликали в національну збірну на відбіркові матчі до Чемпіонату Світу 2014 року проти збірних Франції та Сербії. Вінгер залишився на лавці запасних у першому матчі, але через чотири дні зіграв повний матч проти сербів. 28 травня 2014 року півзахисник вийшов на заміну на 63-й хвилині у товариській зустрічі проти збірної Нігерії.

### Стиль гри
Здебільшого Бойд виступає на позиції лівого крайнього півзахисника. Сам гравець описує себе як вінгера, який віддає перевагу грі в атаці, оскільки там він може більше часу проводити з м'ячем. Він також висловлював своє бажання грати на будь-якій позиції, щоб допомогти команді, вірячи, що його універсальність в півзахисті і атаці є однією з найсильніших якостей як гравця:

Я грав на обох половинах поля і завжди намагаюся щосили робити хорошу роботу, незалежно від того, на якій позиції тренер випускає мене на поле.
Оригінальний текст (англ.)
I have played on both sides of the park and will always try my best to do a good job regardless of where the manager plays me.

Під керівництвом Джима Геннона в «Пітерборо» він грав на позиції «вільного півзахисника» позаду гравців нападу. Геннон вірив, що «на цій позиції Бойд може бути відмінною креативною силою». Під час короткострокового керівництва, цей фахівець використовував незвичайну схему 3-4-1-2 з британцем на позиції під двома нападниками. Гравець також грав на позиції нападника під час перебування Марка Стімсона на посаді головного тренера «Стівеніджа» в першій половині сезону 2006—2007.
Бойд переважно лівша, і більшість голів забив саме лівою ногою, але також комфортно може застосовувати й праву ногу.
Під час свого перебування в «Стівеніджі» британець заробив прізвисько «Білий Пеле» завдяки використанню фінтів, а також через величезну користь, яку він приносив клубові в юному віці.
Грем Вестлі, тренер, який першим почав постійно випускати Бойда на поле, після двох м'ячів у ворота «Вокінга» охарактеризував вінгера як «особливий талант». Вестлі також назвав його «обдарованим» і «гравцем з фантастичною технікою». Бойда також називали креативним і яскравим півзахисником, «гравцем, який створює небезпечні моменти впродовж усієї гри». Сам Бойд казав, що створення моментів для партнерів по команді приносить йому не менше задоволення, ніж забиті м'ячі. Креативність британця підкреслює той факт, що під час свого перебування на «Лондон Роуд» він асистував своїм партнерам не менш як 50 разів.
Даррен Фергюсон після матчу проти «Бостон Юнайтед», у якому гравець забив гол з 32-х метрів, заявив, що півзахисник «має тенденцію і можливість вражати ворота здалеку». У жовтні 2012 року Бойд вразив ворота «Гаддерсфілд Таун» з центру поля. Також він запам'ятався своїми голами з-за меж штрафного під час виступу за «Стівенідж».
Своїми слабкими сторонами Бойд називає темп, над яким треба працювати, і гру головою. Даррен Фергюсон заявив про це так: «можливо є ті, хто каже, що йому не вистачає швидкості, але те, чого у нього немає в ногах, він має в голові». За свою кар'єру гравець тричі вражав ворота суперника головою і визнавав, що з м'ячем у ногах йому набагато комфортніше.

### Особисте життя
Бойд є вболівальником клубу «Крістал Пелес», матчі якого він постійно відвідував, а колишній нападник «Пелес» Кріс Армстронг є гравцем, на якого Джордж хотів бути схожим в плані гри.
Бойд має доньку на ім'я Ава, яка народилася в березні 2011 року. Джордж одружився зі своєю обраницею в червні 2013 року.

## Статистика виступів

### Клубна
| Клуб               | Сезон                          | Ліга                           | Чемпіонат | Чемпіонат | Кубок Англії | Кубок Англії | Кубок Ліги | Кубок Ліги | Єврокубки | Єврокубки | Інше  | Інше | Загалом | Загалом |
| Клуб               | Сезон                          | Ліга                           | Матчі     | Голи      | Матчі        | Голи         | Матчі      | Голи       | Матчі     | Голи      | Матчі | Голи | Матчі   | Голи    |
| ------------------ | ------------------------------ | ------------------------------ | --------- | --------- | ------------ | ------------ | ---------- | ---------- | --------- | --------- | ----- | ---- | ------- | ------- |
| Стівенідж Боро     | 2002—2003                      | Конференція                    | 1         | 0         | 0            | 0            | —          | —          | —         | —         | 0     | 0    | 1       | 0       |
| Стівенідж Боро     | 2003—2004                      | Конференція                    | 11        | 1         | 0            | 0            | —          | —          | —         | —         | 0     | 0    | 11      | 1       |
| Стівенідж Боро     | 2004—2005                      | Конференція                    | 31        | 2         | 3            | 1            | —          | —          | —         | —         | 4     | 0    | 38      | 3       |
| Стівенідж Боро     | 2005—2006                      | Конференція                    | 42        | 10        | 4            | 2            | —          | —          | —         | —         | 2     | 0    | 48      | 12      |
| Стівенідж Боро     | 2006—2007                      | Конференція                    | 24        | 10        | 2            | 1            | —          | —          | —         | —         | 1     | 4    | 27      | 15      |
| Стівенідж Боро     | Загалом                        | Загалом                        | 109       | 23        | 9            | 4            | —          | —          | —         | —         | 7     | 4    | 125     | 31      |
| Пітерборо Юнайтед  | 2006—2007                      | Ліга 2                         | 20        | 6         | 0            | 0            | 0          | 0          | —         | —         | 0     | 0    | 20      | 6       |
| Пітерборо Юнайтед  | 2007—2008                      | Ліга 2                         | 46        | 12        | 4            | 1            | 1          | 1          | —         | —         | 2     | 1    | 53      | 15      |
| Пітерборо Юнайтед  | 2008—2009                      | Ліга 1                         | 46        | 9         | 5            | 0            | 1          | 1          | —         | —         | 1     | 0    | 53      | 10      |
| Пітерборо Юнайтед  | 2009—2010                      | Чемпіоншип                     | 32        | 9         | 1            | 0            | 4          | 3          | —         | —         | —     | —    | 37      | 12      |
| → Ноттінгем Форест | 2009—2010                      | Чемпіоншип                     | 6         | 1         | 0            | 0            | 0          | 0          | —         | —         | 0     | 0    | 6       | 1       |
| Пітерборо Юнайтед  | 2010—2011                      | Ліга 1                         | 43        | 15        | 2            | 0            | 3          | 2          | —         | —         | 4     | 0    | 52      | 17      |
| Пітерборо Юнайтед  | 2011—2012                      | Чемпіоншип                     | 45        | 7         | 1            | 0            | 2          | 1          | —         | —         | —     | —    | 48      | 8       |
| Пітерборо Юнайтед  | 2012—2013                      | Чемпіоншип                     | 31        | 6         | 1            | 0            | 2          | 1          | —         | —         | —     | —    | 34      | 7       |
| Пітерборо Юнайтед  | Загалом (за Пітерборо Юнайтед) | Загалом (за Пітерборо Юнайтед) | 263       | 64        | 14           | 1            | 13         | 9          | —         | —         | 7     | 1    | 297     | 75      |
| → Галл Сіті        | 2012—2013                      | Чемпіоншип                     | 13        | 4         | 0            | 0            | 0          | 0          | —         | —         | —     | —    | 13      | 4       |
| Галл Сіті          | 2013—2014                      | Прем'єр-ліга                   | 29        | 2         | 7            | 0            | 3          | 0          | —         | —         | —     | —    | 39      | 2       |
| Галл Сіті          | 2014—2015                      | Прем'єр-ліга                   | 1         | 0         | 0            | 0            | 0          | 0          | 1         | 0         | —     | —    | 2       | 0       |
| Галл Сіті          | Загалом                        | Загалом                        | 43        | 6         | 7            | 0            | 3          | 0          | 1         | 0         | —     | —    | 54      | 6       |
| Бернлі             | 2014—2015                      | Прем'єр-ліга                   | 5         | 1         | 0            | 0            | 0          | 0          | —         | —         | —     | —    | 5       | 1       |
| Загалом за кар'єру | Загалом за кар'єру             | Загалом за кар'єру             | 426       | 95        | 30           | 5            | 16         | 9          | 1         | 0         | 14    | 5    | 487     | 114     |

(відкориговано станом на 18 жовтня 2014 року)

### Міжнародна
| Матчі Бойда за збірну Шотландії | Матчі Бойда за збірну Шотландії | Матчі Бойда за збірну Шотландії | Матчі Бойда за збірну Шотландії | Матчі Бойда за збірну Шотландії | Матчі Бойда за збірну Шотландії | Матчі Бойда за збірну Шотландії |
| ------------------------------- | ------------------------------- | ------------------------------- | ------------------------------- | ------------------------------- | ------------------------------- | ------------------------------- |
| №                               | Дата                            | Опонент                         | Рахунок                         | Голи Бойда                      | Змагання                        |                                 |
| 1                               | 26 березня 2013                 | Сербія                          | 0:2                             | —                               | Відбіркові матчі ЧС-2014        |                                 |
| 2                               | 28 травня 2014                  | Нігерія                         | 2:2                             | —                               | Товариський матч                |                                 |

Загалом: 2 матчі / 0 голів; 0 перемог, 1 нічия, 1 поразка.
(відкориговано станом на 1 вересня 2014 року)

## Досягнення

### Командні
Пітерборо Юнайтед:
- Друге місце:
  - Ліга 2 (1): 2007—2008
  - Ліга 1 (1): 2008—2009
- Переможець плей-оф:
  - Ліга 1 (1): 2010—2011

 Галл Сіті:
- Друге місце:
  - Чемпіоншип (1): 2012—2013

### Особисті
- Гравець в команді року за версією ПФА (2): 2007—2008, 2008—2009